# Parede (Cascais)
Parede é uma vila portuguesa que foi sede da extinta Freguesia da Parede que se situava no leste do Município de Cascais, no distrito e área metropolitana de Lisboa, freguesia que tinha 3,6 km² de área e uma população de 21,660 habitantes (2011). 
A povoação de Parede foi elevada à categoria de vila em 1999. É a menos populosa das três vilas do município, pertencendo também à comarca (tribunal) de Cascais e Diocese e região militar de Lisboa. 
A Freguesia da Parede foi extinta em 2013, no âmbito de uma reforma administrativa nacional, tendo sido agregada à freguesia de Carcavelos, para formar uma nova freguesia denominada União das Freguesias de Carcavelos e Parede com sede em Carcavelos.
Anteriormente, e até 1953, fez parte da freguesia de São Domingos de Rana. Desde essa data é autonomizada enquanto circunscrição administrativa, integrando parte dos lugares de Busano, Junqueiro, Madorna, Murtal, Penedo e Rebelva. Os seus limites foram estabelecidos pelo Decreto-lei n.º 39208 de 14 de Maio de 1953.
Parede está limitada a sul pelo Oceano Atlântico, a nascente pela ribeira das Marianas (que marcava o limite com freguesia de Carcavelos), a norte pela freguesia de São Domingos de Rana, e a poente por São Pedro do Estoril.
Caracteriza-se pelas suas praias, cuja exposição solar e abundância em iodo lhes conferem características terapêuticas. Esta qualidade viria a ter reflexos na própria composição da vila, rica em exemplares da arquitetura de veraneio dos séculos XIX e XX. É também um lugar de acentuadas raízes republicanas, acolhendo ativistas e personalidades de relevância na revolução republicana.

## População
| População da Freguesia de Parede | População da Freguesia de Parede | População da Freguesia de Parede | População da Freguesia de Parede | População da Freguesia de Parede | População da Freguesia de Parede | População da Freguesia de Parede | População da Freguesia de Parede | População da Freguesia de Parede | População da Freguesia de Parede | População da Freguesia de Parede | População da Freguesia de Parede | População da Freguesia de Parede | População da Freguesia de Parede | População da Freguesia de Parede |
| -------------------------------- | -------------------------------- | -------------------------------- | -------------------------------- | -------------------------------- | -------------------------------- | -------------------------------- | -------------------------------- | -------------------------------- | -------------------------------- | -------------------------------- | -------------------------------- | -------------------------------- | -------------------------------- | -------------------------------- |
| 1864                             | 1878                             | 1890                             | 1900                             | 1911                             | 1920                             | 1930                             | 1940                             | 1950                             | 1960                             | 1970                             | 1981                             | 1991                             | 2001                             | 2011                             |
|                                  |                                  |                                  |                                  |                                  |                                  |                                  |                                  |                                  | 9 054                            | 14 221                           | 20 094                           | 20 742                           | 17 830                           | 21 660                           |

Criada pelo Decreto-Lei nº 39.208, de 14/05/1953, com lugares desanexados da freguesia de São Domingos de Rana

## História

### Origem do nome
A origem do nome Parede é no geral associada à existência de pedra em abundância no local ou aos muros de pedra solta, muito comuns antes do crescimento urbano da povoação. O professor Diogo Correia, no seu livro Toponímia do Concelho de Cascais, faz referência ao nome Parede dizendo que "Na opinião de especialistas autorizados, as paredes que deram nome às povoações suas homónimas, eram castelos arruinados, atalaias desmanteladas e, muitas vezes, simples cabeços murados. Foi provavelmente de uma dessas velhas construções, embora não castrejas, que adveio o nome de Parede, no concelho de Cascais (…)".
Também Branca Colaço e Maria Archer no seu livro Memórias da Linha de Cascais, confirmam estas ideias na sua explicação para o nome da localidade:" (…) Parede (…) o seu nome antigo de três ou quatro séculos, teria sido o de Paredes - toponímia que uns filiam nos muros de pedra solta com que no sítio era uso rodear as propriedades, uso tão arreigado na tradição, que ainda hoje se mantêm - e que outros atribuem à própria estrutura do terreno do local, calcário rico em pedreiras, de que, desde séculos, se extrai a maior parte da cantaria usada e empregada nas paredes desta Lisboa. (…)".
A título de curiosidade convém ainda lembrar que os habitantes de Parede, além de paredenses, eram conhecidos por "osgas". Cerca dos anos 20, haveria mesmo um barracão onde se fazia teatro, quase em frente ao atual quartel dos bombeiros, conhecido por "Teatro das Osgas".

### Das origens à terra de canteiros
No período compreendido entre a ocupação pré-histórica da Parede, há cerca de quatro mil anos, e os finais do século XIX, são escassas as informações sobre esta localidade e os seus habitantes.
Embora no concelho existam diversos vestígios da presença romana, (as mais antigas datam do século I a.c.) como é o caso das freguesias de Alcabideche, Cascais, Estoril, e São Domingos de Rana, não há em Parede sinais dessa ocupação. Contudo é lícito supor que os povos aqui já estabelecidos tivessem permanecido nesta região e que os romanos aí se deslocassem, para procederem à extracção de pedra necessária às suas edificações e artefactos. Vidal de Caldas Nogueira, nuns artigos de 1957 sobre Parede, avança com esta hipótese: "Os romanos iam buscar pedra de cantaria para as construções, monumentos e inscrições de Olisipo às pedreiras dentre Lisboa e Sintra, não custando a aceitar que o antigo e modesto burgo onde hoje é a Parede, tornasse parte activa nessa indústria das lápides de mármore ou granito".

## Brasão
A Heráldica da Freguesia de Parede, foi projectada por António de Sousa Lara e Benjamim Pinto Dinis, merecendo a seguinte interpretação:
- Armas – azul com um Sol de ouro em chefe, uma vigia da costa seiscentista de prata e uma parede antiga; denotando ruína de prata à dextra, sobre uns rochedos de negro, saintes de um ondado de cinco faixas, três de prata e duas de azul. Coroa mural de três torres em prata.
- Bandeira – amarela (ouro), por debaixo das armas um liste de azul com os dizeres em letras maiúsculas "Freguesia da Parede".
- Cordões e borlas – amarelo e azul
- Haste e lança – douradas

Selo circular, tendo ao centro as peças das armas sem indicação dos esmaltes.
Quando destinada a cortejo e outras cerimónias, a bandeira é de seda bordada devendo medir um metro por lado, não incluindo o espaço para as persilhas em que entra a haste. Quando é para arvorar é de filete e terá as dimensões julgadas necessárias (dois panos ou mais).
O azul indicado para o campo das armas é o esmalte que em heráldica significa o ar e o céu, o firmamento. Pela sua pureza, esta cor significa zelo que é rectidão afincada num dever, significa lealdade que é zelo para com uma pessoa e simboliza caridade porque o Azul dá uma sensação de bem estar espiritual, através da serenidade dos seus tons, que lembra o bem estar interior nascido da prática de um bom acto.
O ouro é o metal que naturalmente indica Sol, representa a luz que ilumina as almas e as inteligências e significa os dons mais altos do espírito: a fé, a pureza, a fortaleza e a constância. Tudo isto sugere os reflexos esplendorosos do Ouro, o mais precioso dos metais, excelso padrão de riqueza.
A prata indicada para a vigia e parede antiga é o metal que na heráldica denota humildade e simboliza a paz e o descanso. O negro indicado para os rochedos representa a terra e significa firmeza e honestidade, qualidades que através dos séculos sempre têm distinguido os seus naturais. E assim, com esta constituição, ficam respeitadas e bem simbolizadas as armas, a história, a vida e a índole dos naturais de Parede".

## Parques
Um espaço de lazer bastante agradável, o Parque Morais, na Parede, que embora não sendo muito extenso, se encontra presentemente bem cuidado e com a zona dedicada aos mais pequenos, munida de equipamento lúdico renovado e seguro.

### História do Parque
O parque Morais situa-se no centro histórico da Parede, tendo sido no início do século XX, propriedade de Domingos José de Morais, industrial abastado e dono da fábrica "Portugal e Colónias", que mais tarde o vendeu à recém formada Comissão de Iniciativa do Concelho de Cascais, entidade que com o apoio de um grupo de particulares, o adquiriu "para interesse público".
Foi assim aberto à comunidade em 1934.
Nessa época, o parque albergava também a Associação de Beneficência e Socorros Amadeu Duarte, o Posto de Socorros e os Bombeiros Voluntários de Cascais - 6ª Estação da Associação Humanitária e Recreativa Cascalense, nas antigas cavalariças, cocheiras e garagem, onde guardavam o equipamento de "catorze elementos, um carro e quatro rodas de tracção braçal ou animal, uma bomba de um jacto, mangueiras e diversas escadas" - (in "Parede - As pedras e o mar" - Monografia de Parede, edição da Junta de Freguesia de Parede).
Actualmente está equipado com um parque infantil recentemente remodelado, um pinhal com parque de merendas, um lago com aves domésticas, um quiosque e um amplo relvado, pelo que o Parque Morais promete algumas horas bem passadas ao ar livre.
O parque está aberto ao público das 8.30 h às 18.00 h (horário de Inverno) e das 8.30h às 20.00 h. (horário de Verão).

## Praias
A praia da Parede é uma praia de pequenas dimensões, cuja área foi muito cortada nos anos 40 pela Estrada Marginal, que passa mesmo em cima. As esplanadas e a sua posição resguardada dos ventos são o seu principal atractivo.
As águas da praia da Parede, tal como da praia que existia em frente ao vizinho Sanatório de Santanna e que foi eliminada pela Marginal, gozam de boa reputação no que respeita aos efeitos benéficos do iodo nos ossos.
A praia é servida por três passagens pedonais sob a estrada e por dois parques de estacionamento, um antes de chegar aos semáforos da Parede, no sentido Cascais-Lisboa; outro junto aos próprios semáforos da Estrada Marginal.

## Colectividades
- Sociedade Musical União Paredense
- «Clube Nacional de Ginástica (CNG)»
- Parede Futebol Clube
- Agrupamento de Escuteiros da Parede número 71
- «Associação Cultura no Muro»

## Património

### Hospital Ortopédico de Sant'Ana
Nos fins do século XIX existiu na Europa um grande movimento de combate contra um dos grandes males que afligia a Humanidade – a tuberculose – pelo que em todos os países civilizados começaram a surgir Sanatórios.
O Dr. Sousa Martins, então médico de reconhecida competência foi um dos iniciadores da luta contra esse mal. Encontrou no casal Biester e em sua tia D. Claudina Chamiço o apoio para que se construísse um Sanatório, numa região em que o clima, pelas suas características estava indicado para este tipo de doente.
O Sanatório de Sant'Anna foi assim inaugurado no dia 31 de Julho de 1904, por D. Claudina Chamiço, sua instituidora, que o legou à Misericórdia “… por ser a Instituição que pela sua respeitabilidade, antiguidade e garantia de duração, mais própria lhe pareceu para receber este legado”.
Desde 1910 que a assistência aos doentes foi assumida pelas Irmãs Dominicanas de Santa Catarina de Sena, assistência essa, que se mantém até aos nossos dias.
Depois da morte de D. Claudina Chamiço, ocorrida em 1913, a gestão do Sanatório foi assegurada por uma Comissão de sete membros, sendo um deles o Provedor da Santa Casa da Misericórdia de Lisboa. Só em 1927 a Comissão decidiu entregar à Misericórdia a gestão do Sanatório.
Nova dinâmica conheceu então esta Casa. Montaram-se as salas de RX e o Serviço de Medicina Física de Reabilitação, iniciaram-se as primeiras intervenções cirúrgicas ortopédicas, que apesar de simples revelavam audácia, devido à improvisação da sala de operações. No fim dos anos 50, o Sanatório conheceu um novo impulso, tendo-se introduzido várias modificações, entre as quais uma sala de operações.
Surgiram, então, os Especialistas de Ortopedia, Anestesiologia e Medicina Física de Reabilitação que vieram dar uma maior dinâmica no tratamento dos doentes.
Em 1961, por despacho ministerial de 21 de Julho, passou o Sanatório a ter existência jurídica como Hospital.
Pelo Decreto nº 48077, de 15 de Novembro, foi o Hospital de Sant’Ana integrado na Direcção Geral dos Hospitais, regressando no entanto em 1982, à Administração da Misericórdia de Lisboa (Decreto-Lei nº 341/82, de 25 de Agosto), por força do legado feito pela sua fundadora.
O Hospital de Sant’Ana, vocacionado essencialmente para prevenção, tratamento e reabilitação no campo da ortopedia, iniciou em 1981, ainda antes de ter sido retomado pela SCML, a cobertura traumatológica da área circundante de Cascais / Sintra. Presentemente, e desde Maio de 1999, faz a cobertura traumatológica, conjuntamente com o Hospital Egas Moniz, dos Concelhos de Oeiras e Lisboa, no Serviço de Urgência do Hospital São Francisco Xavier.

## Serviços

### Educação
Dentro do Agrupamento de Escolas da Parede encontram-se a Escola Secundária Fernando Lopes-Graça, a Escola Básica Santo António, a Escola Básica Afonso do Paço, a Escola Básica / Jardim de Infância do Murtal e o Jardim de Infância Almirante Nunes da Mata.
Já entre entidades privadas destacam-se os Maristas de Carcavelos, a Associação Trinta e Um de Janeiro e a Escola de Dança Ana Manjericão.

### Saúde
O Centro de Saúde da Parede e o Hospital de Sant'Ana são os dois serviços da área da saúde que se destacam, sendo um equipamento de cuidados primários e de cuidados diferenciados, respetivamente. Há aproximadamente 6 farmácias na vila.

### Forças de segurança
A Polícia de Segurança Pública é a força em carregue desta antiga freguesia, contando a com a 52ª Esquadra na Rua Timor.

### Bombeiros
A Associação Humanitária dos Bombeiros Voluntários da Parede é composta por cerca de 100 elementos e 23 veículos.

## Notáveis
- António Guterres, nascido a 30 de Abril de 1949, foi registado como nascido em Santos-o-Velho, Lisboa.